# İslam II Giray
İslam II Giray, född okänt år, död 1588, var Krimkhanatets khan 1584–1588. 